# Natura 2000-område nr. 14 Ålborg Bugt, Randers Fjord og Mariager Fjord
Natura 2000-område nr. 14 Ålborg Bugt, Randers Fjord og Mariager Fjord er en naturplan under det fælleseuropæiske Natura 2000-projekt. Planområdet er EU-habitatområde og rummer 2 Fuglebeskyttelsesområder, og har et areal på alt 72.197 hektar. Den sydlige del, fra ud for Kongerslev, med de ydre dele af Mariager Fjord og Randers Fjord er tillige ramsarområde. Natura 2000-området strækker sig fra Lyngså i Ålborg Bugt mod nord, til Randers Fjord mod syd, og forbi Hevring Hede, til Lystrup Strand mod øst på nordkysten af Djursland.

## Området
Det er landets længste Natura 2000-område, som strækker sig langs østkysten over store, lavvandede kystarealer, og de kystnære landarealer med med vigtige levesteder for fisk og især fugle. Der har i området været udbredte bestande af ålegræs, men i dag findes det kun kun i små bestande. Kysten har et udstrakt system af revler, barrierer og enkelte småøer; enkelte strækninger af kysten har ved lavvande nærmest karakter som en vade. Ved dele af kyststrækningen i Randers Fjord og ved Overgård Gods uden for Mariager Fjord er der blevet etableret diger, hvilket har medført at den naturlige sammenhæng mellem havet og kystområdet afbrudt. Området grænser op til Natura 2000-områderne nr. 245 Ålborg Bugt, østlige del mod øst og nr. 17 Lille Vildmose, Tofte Skov og Høstemark Skov mod vest.
Et areal på 38 ha blev fredet i 1978 ud for Sødringholm Skov, for at bremse opførelsen af yderligere diger .
Natura 2000-planen er vedtaget i 2011, hvorefter kommunalbestyrelserne
og Naturstyrelsen skal udarbejde bindende handleplaner, som skal sikre
gennemførelsen af planen.
Natura 2000-planen er koordineret med vandplanerne 1.1 Nordlige Kattegat, Skagerrak, 1.2 Limfjorden, 1.3 Mariager Fjord, 1.5 Randers
Fjord, samt 1.6 Djursland.

## Udpegningsgrundlag for Fuglebeskyttelsesområderne

### Fuglebeskyttelsesområde nr. F2 Ålborg Bugt, nordlige del
(T) = trækfugl, (Y) = ynglefugl
- Sangsvane (T)
- Pibesvane (T)
- Lysbuget knortegås (T)
- Gravand (T)
- Bjergand (T)
- Edderfugl (T)
- Sortand (T)
- Fløjlsand (T)
- Hjejle (T)
- Almindelig ryle (Y/T)
- Havterne (Y)
- Dværgterne (Y)
- Splitterne (Y)

### Fuglebeskyttelsesområde nr. F15 Randers og Mariager Fjord
- Knopsvane (T)
- Sangsvane (T)
- Pibesvane (T)
- Lysbuget knortegås (T)
- Gravand (T)
- Bjergand (T)
- Edderfugl (T)
- Sortand (T)
- Fløjlsand (T)
- Hvinand (T)
- Stor skallesluger (T)
- havørn (T)
- kongeørn (Y)
- Klyde (Y)
- Hjejle (T)
- Fjordterne (Y)
- Havterne (Y)
- Dværgterne (Y)